# Mouhijärvi
Mouhijärvi era un comune finlandese di 3 026 abitanti, situato nella regione del Pirkanmaa. Il comune è stato soppresso nel 2009. L'ex municipalità di Mouhijärvi è entrata a far parte di una più vasta organizzazione amministrativa chiamata Sastamala.